# Хац'о'м-Холь
Хац'о'м-Холь (д/н—461) — ахав Па'чана у 423—461 роках. Ім'я перекладається «Череп-Списокидальня».

## Життєпис
Про батьків немає даних. Дату народження не виявлено. Посів трон у 423 році. До його правління відносяться перші надійні свідчення про війну з Йокібським царством. На одвірку 49 з Яшчилану Іцам-К'ан-Ак I, ахав Йокіб-К'іна згадується як бранець Хац'о'м-Холя. Це відбулося за різними розшифровками 426 або 460 року. В подальшому влада Хац'о'м-Холь поширюється на значну частину Середньої Усумасінти.
У день 9.0.19.2.4, 2 К'ан 2 Яш (16 жовтня 454 року) Хац'о'м-Холь висвятив будівлю «Наах Чан Сууц'наль» («Будинок Чотирьох Нетопирів», зараз ця споруда позначається як «Споруда 22»). Помер у 461 році. Владу успадкував його син Яшун-Б'алам II.